# Mesozoa
A Mesozoa tengeri gerinctelenek kis féregszerű parazitáinak csoportja. E kis élőlények egy csillós szomatodermából állnak 1 vagy több szaporítósejttel.
Egy 2017-es tanulmány szerint a Lophotrochozoa kládja, a Rouphozoa testvércsoportja.
Korábbi rendszertanok a mára megszűnt Agnotozoa alország egyetlen törzseként írták le. Thomas Cavalier-Smith szerint legalább egyes fajai protozoonok lehettek, nem állatok.
A 19. században olyan többsejtű állatok szemétkosártaxonjaként határozták meg, mely nem rendelkezett az állatokat meghatározó bélcsíraállapottal, így a protozoonok és az állatok közti átmenetnek tekintették.

## Evolúció
Korábban a protozoonok és az állatok közti átmeneti evolúciós állapotnak tekintették, de mára ismert lett, hogy a klád egyszerűsödött állatokból áll. Csillós lárvái hasonlítanak a Trematoda miracídiumára, belső osztódásuk hasonlít a Trematoda sporocisztáiban történőhöz. GC-tartalma alacsony, 40%. Ez hasonlít a csillósokéra, de a csillósok általában többmagvúak. Mások a gyűrűsférgek, a planáriák és a zsinórférgek csoportjait tartalmazó kláddal rokonítják.
Az Orthonectida izom- és idegrendszere erősen redukált: csak néhány sejtből áll; a Dicyemida csoportban viszont nem ismert izom- vagy idegsejt.

## Rendszertan
2 fő csoportja a Dicyemida (más néven Rhombozoa) és az Orthonectida. További, alkalmanként ide sorolt csoportok például a Placozoa és a Monoblastozoa.
A Monoblastozoa egy, a 19. században leírt, de azóta újból nem észlelt fajból (Salinella salve) áll. Ezért számos kutató vitatja létét. A leírás szerint az állat 1 szövetréteggel rendelkezik.
18S és 28S rRNS-alapú filogenetika alapján a Mesozoát a gyűrűsférgek rokonának tekintették.

### Dicyemida
A Rhombozoa, más néven Dicyemida, a fejlábúak nefrídiumaiban élősködik. Néhány milliméteres, 20–40 sejtből álló fajaiban elöl tapadósejtek vannak, középen nagy szaporítósejttel (tengelysejt). Ez ivartalanul féreg alakú utódokká fejlődhet, vagy pete- és hímivarsejteket termelhet, csillós lárvát létrehozva. Testürege nincs.
3 neme a Dicyema, a Pseudicyema és a Dicyemennea.
Molekuláris filogenetikai elemzések alapján a Lophotrochozoából származik a klád.
A Dicyemidát korábban például innexinszekvencia alapján a puhatestűek és a gyűrűsférgek, 18S rRNS alapján a fonálférgek rokonának is tekintették.

### Orthonectida
Az Orthonectida különböző tengeri gerinctelenek testüregeiben, például szövetüregekben, gonádokban, genitorespirációs tokokban él. Különböző fajú gazdák kasztrációját okozza.
Legismertebbek a kígyókarúak parazitái. Ennek többmagvú szincitiumállapota a gonád szöveteiben és üregeiben él, de a karokba is terjedhet. A tengeri csillagok petefészkének és petéinek lebontásával kasztrációt okoz, a hím nemi szervek általában érintetlenek. A plazmódiumállapotok további plazmódiumokká fejlődhetnek töredezéssel, vagy ivarosan is szaporodhatnak. A szincitiumok váltivarúak (hím vagy nőstény), de fiatal szincitiumok egyesülésekor hím és nőstény szincitiumok egyaránt keletkezhetnek. A hím csillós, és kisebb a nősténynél. A nőstény és a hím a csillagot elhagyva, a tengerben párosodik. A farkos hímivarsejt a nősténybe érve oocitákat termékenyít meg, kis csillós lárvát létrehozva, mely másik csillagba ér.
Egyik fajának, az Intoshia lineinek genomját 2016-ban szekvenálták, ez megerősíti, hogy a Spiralia erősen egyszerűsödött kládja. Az Orthonectida ezenkívül egyszerűsödött gyűrűsféregklád is lehet.

## Fordítás
Ez a szócikk részben vagy egészben  a   Mesozoa című angol Wikipédia-szócikk ezen változatának fordításán alapul.  Az eredeti cikk szerkesztőit annak laptörténete sorolja fel. Ez a jelzés csupán a megfogalmazás eredetét és a szerzői jogokat jelzi, nem szolgál a cikkben szereplő információk forrásmegjelöléseként.